# Hofnar (bier)
Hofnar is een Belgisch bier van hoge gisting.
Het bier wordt gebrouwen in 't Hofbrouwerijke te Beerzel. Het is een amberkleurig bier van hoge gisting met een alcoholpercentage van 9%.